# Dipterostemon capitatus
Dipterostemon capitatus (Benth.) Rydb. – gatunek roślin z monotypowego rodzaju Dipterostemon Rydb., z rodziny szparagowatych, występujący w południowo-zachodniej Ameryce Północnej, na terenie północno-zachodniego Meksyku oraz Arizony, Kalifornii, Newady, Nowego Meksyku, Oregonu i Utah w Stanach Zjednoczonych.

## Morfologia

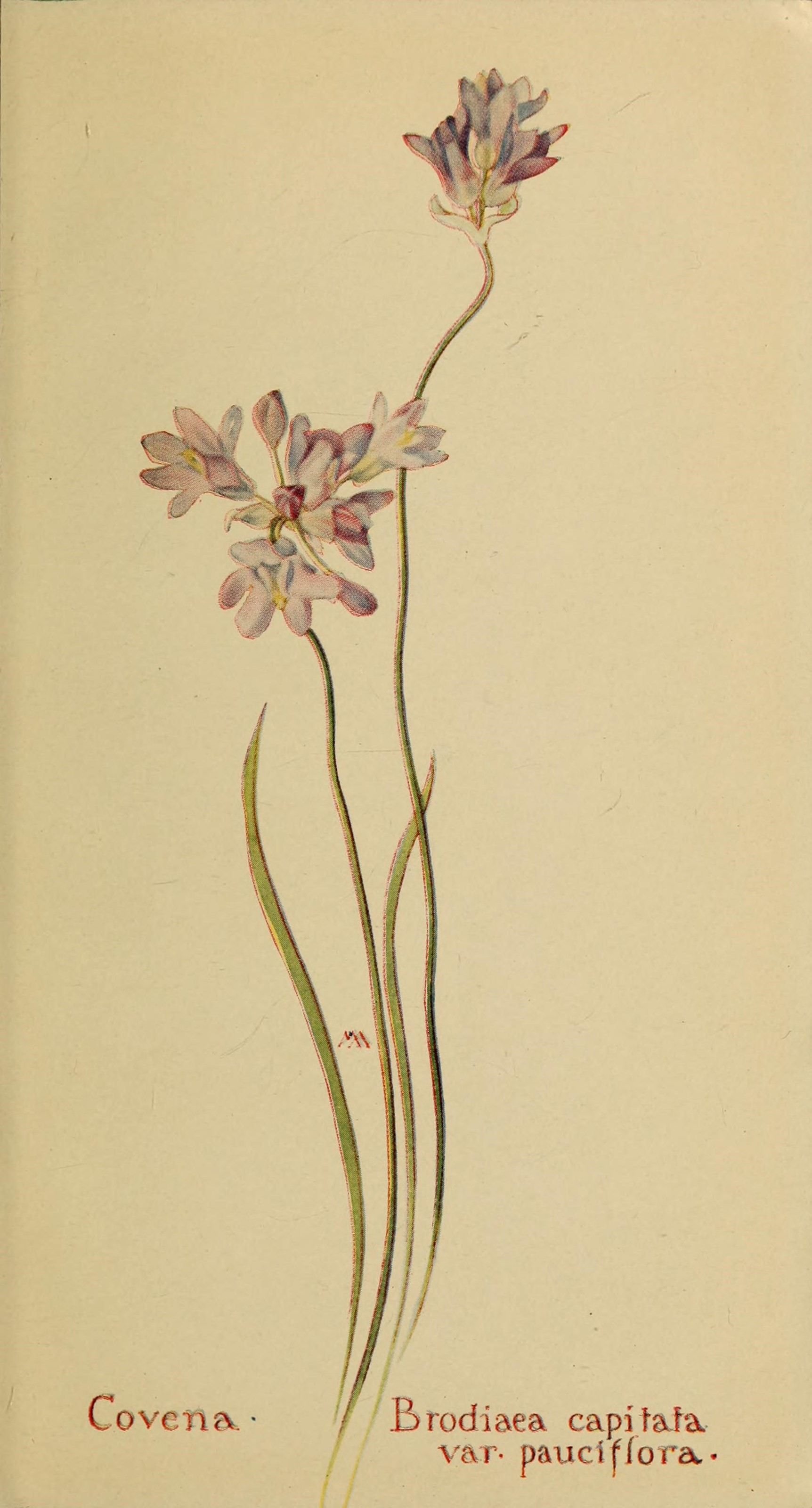

PokrójWieloletnie rośliny zielne o wysokości do 65–70 cm.
PędPodziemna bulwocebula, pokryta włóknistą okrywą.
LiścieOd dwóch do pięciu liści odziomkowych, wąskolancetowatych, całobrzegich, kanalikowatych, o długości 10–70 cm, z ledwo widoczną wypustką grzbietową.
KwiatyZebrane od 2 do 15 w gęsty, baldachowaty kwiatostan, który wyrasta na gładkim, okrągłym na przekroju głąbiku, o wysokości do 65 cm. Kwiatostan wsparty jest 2–4 białawymi do ciemnofioletowych, papierzastymi, jajowatymi do lancetowatych podsadkami, długości 7–20 mm. Szypułki kwiatowe o długości 1–35 mm. Okwiat sześciolistkowy, niebieski, niebieskofioletowy, różowofioletowy lub biały. Listki okwiatu proksymalnie zrośnięte w wąskocylindryczną do krótkodzwonkowatej rurkę, o długości 3–12 mm, powyżej wolne, podniesione lub rozpostarte. W miejscu przejścia rurki w wolne listki okwiatu obecne są białe, lancetowate przydatki, o długości 4–6 mm i karbowanych wierzchołkach, nieco odgięte dystalnie, pochylone w kierunku pręcikowia, tworzące twór przypominający koronę. Sześć pręcików położonych jest w dwóch okółkach, trzy mniejsze są nadległe zewnętrznym listkom okwiatu i naprzemianległe z trzema większymi, nadległymi wewnętrznym listkom. Nitki od nasady główek wnikają między pylniki w postaci łącznika. Pylniki zewnętrznych pręcików mają długość 2–3 mm, a wewnętrznych 3–4 mm. Zalążnia górna, zbudowana z trzech owocolistków, siedząca, jajowata, trójkomorowa, o długości 4–8 mm. Szyjka słupka pojedyncza, o długości 4–8 mm, zakończona słabo trójklapowanym znamieniem.
OwoceZwykle jajowata, trójkanciasta, pękająca torebka, zawierające czarne, ostrokanciaste nasiona o skorupiastej łupinie.

## Biologia

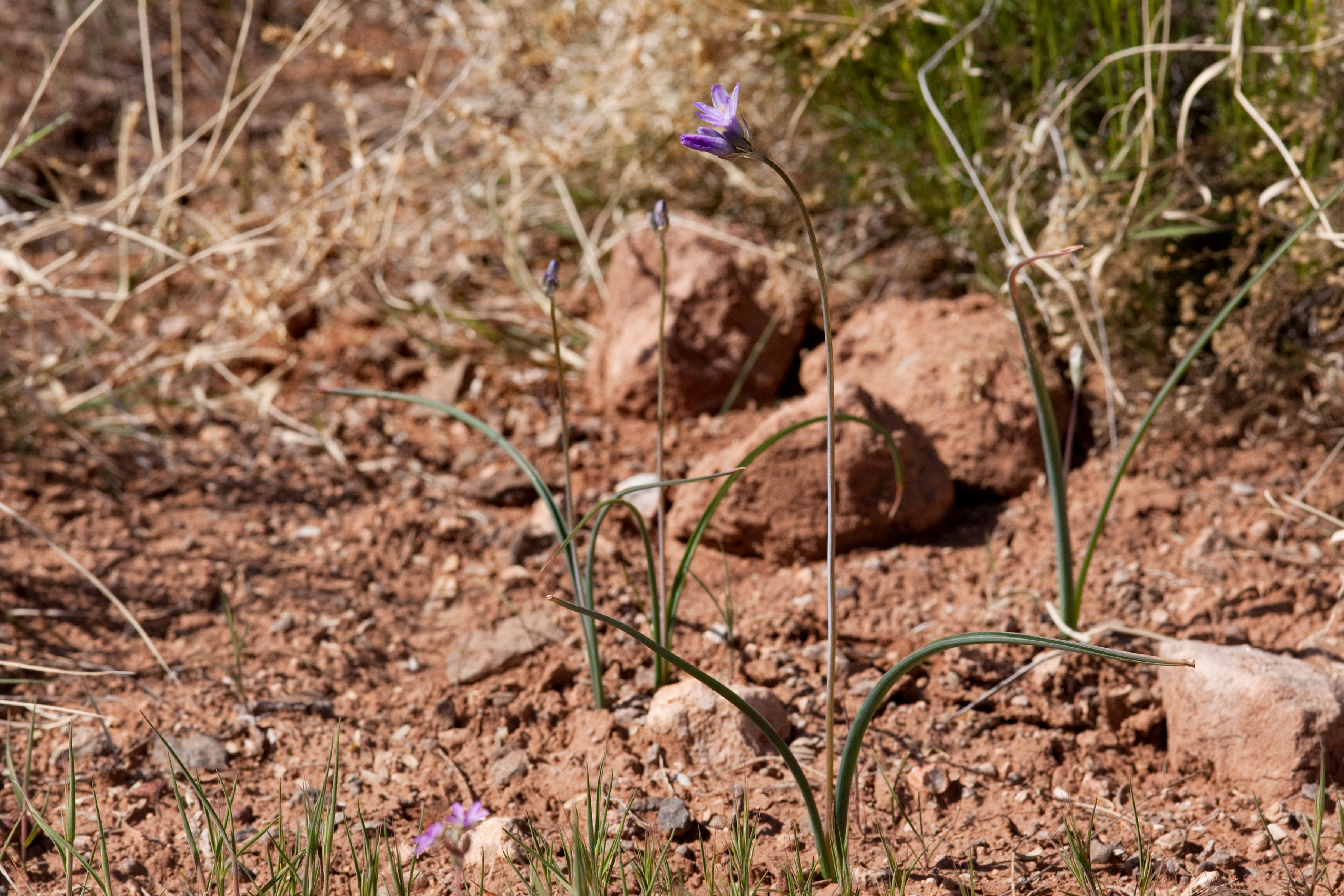
Pokrój

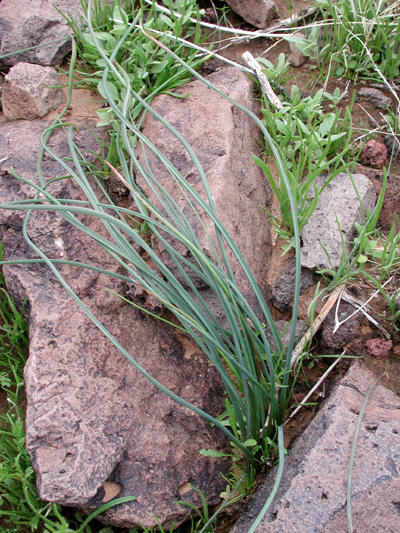
Liście

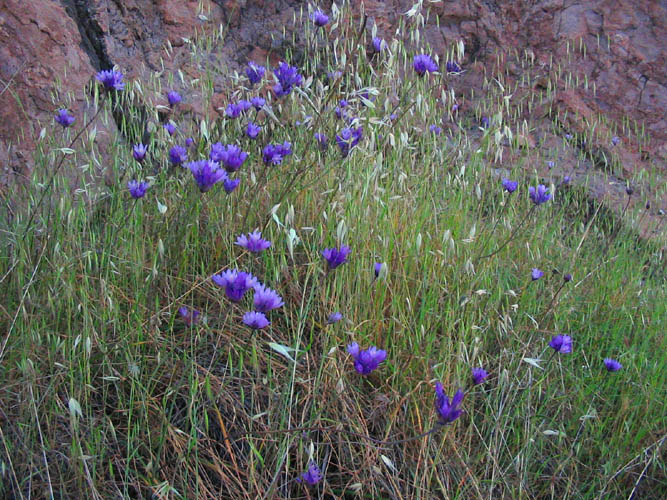
Siedlisko

RozwójGeofity pędowobulwiaste. Kwitną masowo po pożarach, ale nie są aktywnymi pirofitami, lecz wykorzystują otwarcie przestrzeni i zwiększenie zawartości składników odżywczych w glebie.
SiedliskoZasiedla różnorodne zbiorowiska roślinne, w okresowo zalewane mokradła, pas przybrzeżny, zimozielony las mieszany, chaparral, trawiaste doliny, zarośla pustynne, bory iglaste, lasy dębowe, piargi górskie i obrzeża przybrzeżnych słonych bagien i lasów sekwojowych. Występują razem z trawami, trójednikiem, Artemisia californica, Adenostoma fasciculatum, jukką, klonem, Dudleya i kaktusowatymi.
Interakcje z innymi gatunkamiBulwocebule D. capitatum są zjadane przez małe i duże ssaki, między innymi przez gofferowate, niedźwiedzie czarne, mulaki czarnoogonowe i pekariowate.

## Systematyka

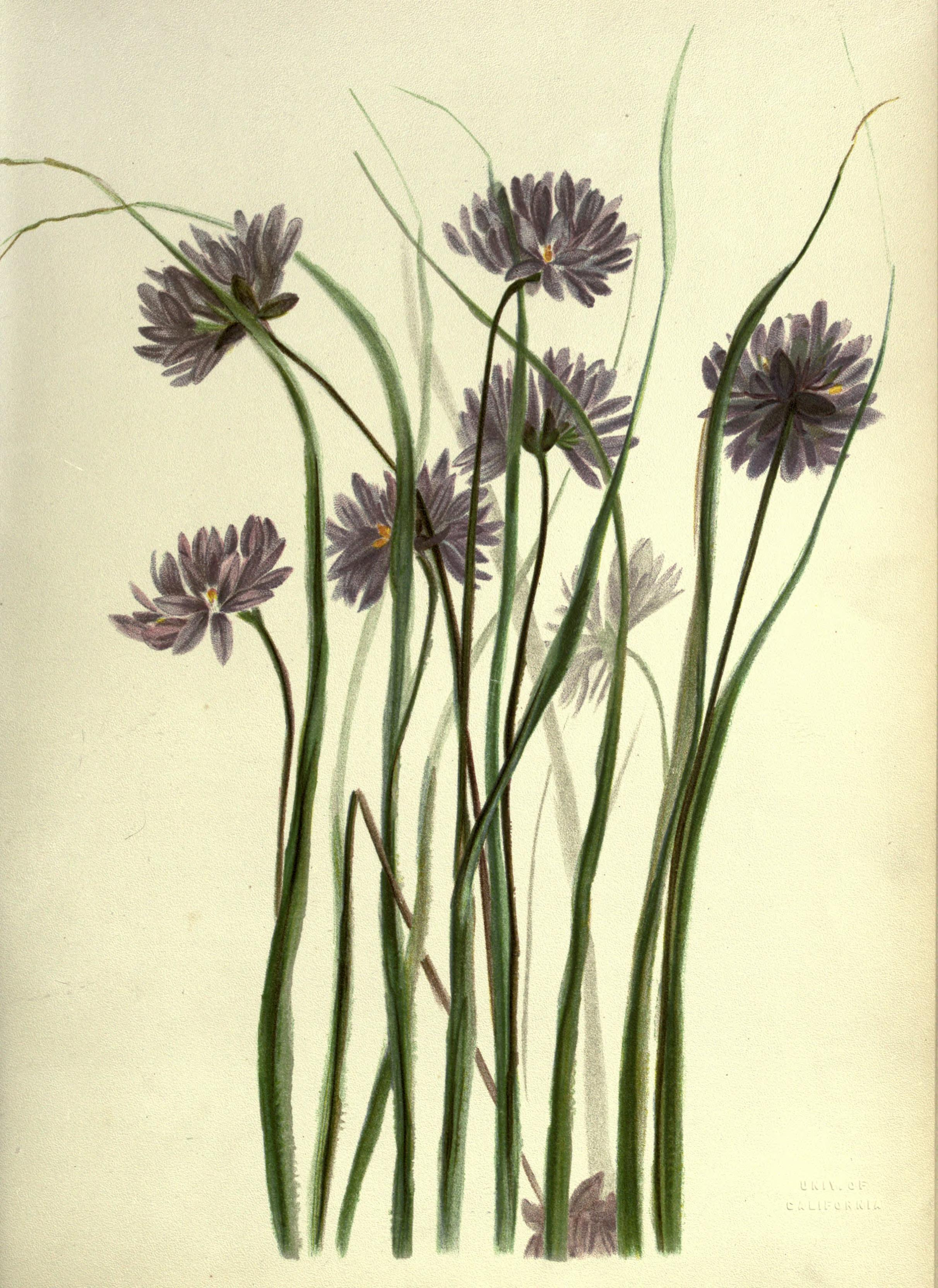
Akwarela

Pozycja systematycznaGatunek należący do monotypowego rodzaju Dipterostemon z podrodziny Brodiaeoideae z rodziny szparagowatych Asparagaceae. Przed 2017 r. był zaliczany do rodzaju Dichelostemma.
Wykaz podgatunków
- Dipterostemon capitatus subsp. capitatus – głąbik powyżej 23 cm, kwiatostan 2–16-kwiatowy, podsadki ciemnofioletowe
- Dipterostemon capitatus subsp. lacuna-vernalis (L.W.Lenz) R.E.Preston – głąbik do 23 cm, kwiatostan 1–3-kwiatowy
- Dipterostemon capitatus subsp. pauciflorus (Torr.) R.E.Preston – głąbik powyżej 23 cm, kwiatostan 2–5-kwiatowy, podsadki białawe

## Nazewnictwo
Etymologia nazwy naukowejNazwa naukowa rodzaju pochodzi od greckich słów δίπτερός (dipteros – dwuskrzydły) i στημόνας (stimonas – pręcik). Epitet gatunkowy po łacinie oznacza główkowaty.
Nazwy zwyczajoweW języku angielskim roślina ta nazywana jest blue dicks.

## Zastosowanie
Rośliny spożywczeBulwocebule D. capitatus były spożywane przez około jedną trzecią plemion rdzennej ludności Kalifornii (plemiona Chumaszów, Cahuilla, Pajutów, Jokutów, Pomo i Hupa), a ich duże ilości były zbierane w ponad połowie Kalifornii. Stanowiły one ważne źródło skrobi w diecie indian kalifornijskich. Bulwocebule były zbierane przed kwitnieniem, w trakcie kwitnienia lub po owocowaniu, w zależności od plemienia i indywidualnej rodziny. Miejsca zbiorów były odwiedzane corocznie, przez długi czas, a poszczególne miejsca stanowiły "własność" danej rodziny indian i były przez nie uprawiane: zbiór nie obejmował całej populacji, po zbiorze sadzono bulwki potomne, wysiewano nasiona, powodowano pożary w celu ograniczenia konkurencji oraz nawadniano rośliny.
Rośliny ozdobneBywa uprawiana jako roślina ogrodowa. Wymaga pełnego słońca i braku podlewania, toleruje mróz do -29 °C.